# Anetia insignis
Anetia insignis är en fjärilsart som beskrevs av Osbert Salvin 1869. Anetia insignis ingår i släktet Anetia och familjen praktfjärilar. Inga underarter finns listade i Catalogue of Life.